# کورتیس-رایت
کورتیس-رایت (به انگلیسی: Curtiss-Wright Corporation) یک شرکت آمریکایی در زمینهٔ صنعت، صنایع هوافضایی، انرژی و صنایع جنگ‌افزاری است که در سطح جهانی فعالیت می‌کند. این شرکت در سال ۱۹۲۹ از ادغام شرکت هواگردسازی و موتورسازی کورتیس و رایت کمپانی شکل گرفت و همچنان پابرجاست. در پایان جنگ جهانی دوم این شرکت بزرگترین هواپیماساز ایالات متحده آمریکا بود و تمامی هواپیماهای نیروی هوایی آمریکا را به تنهایی تأمین می‌کرد؛ و بخش زیادی از قطعه‌سازی هم برعهدهٔ این شرکت بود و بخشهای زیادی از قطعات حیاتی هواپیماها ازجمله عملگر مکانیکی، سامانه کنترل پرواز هواگرد، شیر صنعتی و غیره را تأمین می‌کرد. همچنین ابزارهای مربوط به انرژی ازجمله قطعات نیروگاه انرژی هسته‌ای، کشتی اتمی و صنعت نفت و گاز طبیعی تأمین می‌کرد. این شرکت امروزه بخش بزرگی از شبکهٔ تأمین قطعات جهان در زمینه هوافضا را برعهده دارد.